# Vec作用素
vec作用素（英語: vec operator）とは m × n 行列 A の要素を mn 次元列ベクトルの形に配置し直す作用素である。vec作用素は行列の微分を行うのに便利なことがある。
m × n 行列 A を m 次元列ベクトル {\displaystyle {\boldsymbol {a}}_{i};i=1,\dots ,n} を用いて {\displaystyle A=({\boldsymbol {a}}_{1},\dots ,{\boldsymbol {a}}_{n})} と書けるとき、
{\displaystyle \operatorname {vec} (A)={\begin{pmatrix}{\boldsymbol {a}}_{1}\\\vdots \\{\boldsymbol {a}}_{n}\end{pmatrix}}\in \mathbb {R} ^{mn}}
として定義される。